# Association sportive de Tanger-Fès
Ne doit pas être confondu avec l'Association Sportive Française de Tanger (ASFT), autre club marocain.
Maillots
L'Association Sportive de Tanger-Fès, couramment abrégé en ASTF Meknès, est un ancien club sportif de football marocain fondé en 1926 par la Compagnie franco-espagnole du chemin de fer de Tanger à Fès en Empire chérifien à l'époque du protectorat français. Contrairement à ce que son nom peut laisser croire, le club est basé dans la ville de Meknès.
Il représente les cheminots de la Compagnie franco-espagnole du chemin de fer de Tanger à Fès, première ligne ferroviaire du pays. L'ASTF disparaît en 1962 lors de la fusion avec le Rachad de Meknès et le Difaâ de Beni M'hamed pour former le nouveau club, le COD Meknès.

## Histoire
L'Association Sportive de Tanger-Fès, couramment abrégé en ASTF Meknès, est un club sportif de football marocain fondé en 1926 par la Compagnie franco-espagnole du chemin de fer de Tanger à Fès en Empire chérifien à l'époque du protectorat français. Contrairement à ce que son nom peut laisser croire, le club est basé dans la ville de Meknès. Il représente les cheminots du Compagnie franco-espagnole du chemin de fer de Tanger à Fès, première ligne ferroviaire du pays.
Pendant le protectorat, le club a dût participé plusieurs fois en élite, avant de la quitté lors de la 1954/1955 et rejoint la division corporatif ensuite juste après avoir changé son nom en devenant Association Sportive des Travaux Publics. Après l'indépendance du Maroc, la LMFA et le comité provisoire de la FRMF ont décidés de crée une nouvelle compétition, baptisé Coupe de l'Indépendance dont le club avait participé aussi pour tenter sa chance au moins pour rejoindre l'élite encore une fois, mais malheureusement le club perdra ses chances et ne participera qu'en 2e série lors de la saison 1956/1957, avant de retrouvé sa place de nouveau en D1 à l'édition 1957-58 du championnat du Maroc , mais termine avant-dernier, place synonyme de relégation, puis à plusieurs éditions de D2 jusqu'en 1962 (de 1956-57 à 1961-62).
L'ASTP (Tanger-Fès) de Meknès disparaît en 1962 lors de la fusion avec le Rachad de Meknès et le Difaâ de Beni M'hamed pour former un nouveau club, le Club Omnisports de Meknès.

## Palmarès
- Botola Pro2 (3)
  - Champion : 1934[3], 1937, 1960
  - Vice-champion : 1950